# Kunstnerens mor Ane Hedvig Brøndum i den røde stue
Kunstnerens mor Ane Hedvig Brøndum i den røde stue er et maleri af Anna Ancher fra 1909.
Anna Ancher lavede flere malerier af sin mor, Anna Hedvig (Ane) Brøndum (1826-1916), som var gift med købmand og gæstgiver Erik Andersen Brøndum (1820-90). Efter sin mands død i 1890 drev hun sammen med sønnen Degn Brøndum Brøndums Hotel indtil 70-årsalderen. Portrættet er fra den røde stue med kik ind i den blå stue på hotellet, hvor hun boede, da hun blev portrætteret, og her læste hun bøger og breve. Flere af Anna Anchers portrætter af Ane Brøndum har stuerne som ramme.
I maleriet samles mange af de karakteristika, som kendetegner Anchers værker efter 1900. Det er blandt andet bestræbelsen på at frisætte farven og lyset, betoningen af flade frem for dybde og ikke mindst interessen for konstruktive elementer, som kommer til syne i beskæringen og arbejdet med de to søjler af lysreflekser, som ses midt i billedet. Som i andre interiørbilleder er rummet rigt på genstande, men alt selv fra gamle fru Brøndum til bord, stole og malerier på væggene er underordnet den koloristiske helhedsvirkning og lyset fra vinduet.
Anna Ancher skildrede især de nære omgivelser – hjemmet, kvinders og børns verden, og hun malede flere portrætter af sin moder. Anchers forhold til sin moder bestod af dyb hengivenhed, og efter moderens død skrev hun; "Ja, nu har vi desværre ikke moder mere iblandt os; Stuerne er så tomme, og det milde ansigt indrammet af den hvide kappe i kurvestolen savnes umådelig. Men vi må være taknemmelige vi har beholdt hende så længe, at vi var sammen nu de sidste dage.
I 2024 indgik maleriet i udstillingen Against All Odds – Historiske kvinder og nye algoritmer på Statens Museum for Kunst.
I samme udstilling vistes også Anchers Portræt af den norske maler Kitty Kielland.

## Proveniens
- Dansk privateje.
- Solgt hos Bukowski, København, 22. april 1991, katalognummer 3.
- Solgt hos Bruun Rasmussen, Vejle, auktion 115, 12. august 2008, katalognummer 5 ("Interiør med fru Brøndum siddende i den blå stue").
- Solgt på auktion hos Bruun Rasmussen, auktion nr. 825, 28. november 2011, katalognummer 28 ("Fru Brøndum i den blå stue"). Købt af Ny Carlsbergfondet og foræret som gave til Statens Museum for Kunst.

## Galleri
- Ane Hedvig Brøndum, 1880
- Solskin i den blå stue, 1891
- Fru Ane Brøndum i den blå stue, 1913
- Kunstnerindens mor, Ane Brøndum, læsende i den røde stue, 1910
- Fru Ane Brøndum i den blå stue, 1913